# Nicolae Vlad
Nicolae Vlad (1956-1980) fue un deportista rumano que compitió en judo. Ganó dos medallas en el Campeonato Europeo de Judo, bronce en 1979 y oro en 1980.

## Palmarés internacional
| Campeonato Europeo | Campeonato Europeo | Campeonato Europeo | Campeonato Europeo |
| Año                | Lugar              | Medalla            | Categoría          |
| ------------------ | ------------------ | ------------------ | ------------------ |
| 1979               | Bruselas (Bélgica) | Medalla de bronce  | –65 kg             |
| 1980               | Viena (Austria)    | Medalla de oro     | –71 kg             |